# László Benedek (neurolog)

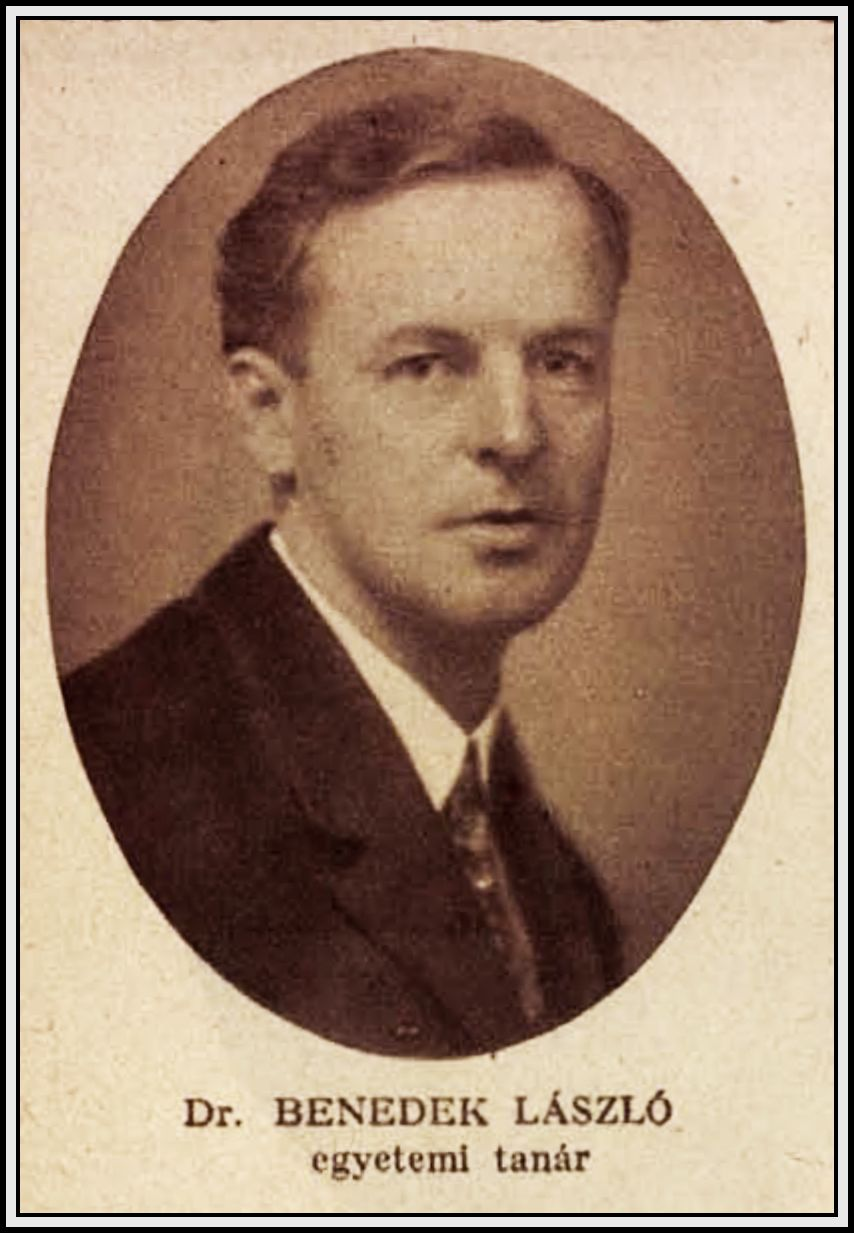
László Benedek w 1926 roku

László Benedek (Ladislaus Benedek, ur. 5 września 1887 w Belényes, zm. 6 września 1945 w Kitzbühel) – węgierski neurolog i psychiatra.
Od 1921 profesor na katedrze neurologii i psychiatrii Uniwersytetu w Debreczynie. Opublikował około 350 artykułów w językach węgierskim, niemieckim, angielskim i francuskim. Zajmował się diagnostyką obrazową ośrodkowego układu nerwowego i czynił próby w kierunku połączenia pneumoencefalografii z badaniem angiograficznym.
Popełnił samobójstwo 6 września 1945 w Kitzbühel.